# Кайзеррайх (мод)
Кайзеррайх: спадщина світової війни (англ. Kaiserreich: Legacy of the Weltkrieg) — мод для повного перетворення альтернативної історії для великої стратегічної відеогри Hearts of Iron IV (2016). Розгорнута в альтернативній часовій шкалі, коли Центральні держави виграли Першу світову війну, політика Кайзеррайха різко відрізняється від політики та кордонів під час справжньої Другої світової війни, де кілька країн постраждали від громадянських війн і революцій, а визначення комунізму та фашизму змінюються.
Як і в базовій грі Hearts of Iron IV, гравець бере під свій контроль країну під час Другої світової війни і веде її через конфлікт, починаючи з 1936 року, при цьому між модом і базовою грою немає суттєвих відмінностей у геймплеї, окрім додавання контенту. Мод отримав позитивний відгук від критиків, які вважають, що його сеттинг перевершує базову гру і надає більше можливостей. З моменту релізу розробники створили короткометражні фільми та сувенірну продукцію на основі модифікації, в яких розповідається про події, показані в лорі модифікації.

## Геймплей
Кайзеррайх — мод альтернативної історії для відеогри Hearts of Iron IV (2016), великої стратегічної гри, де гравець бере під контроль обрану націю під час Другої світової війни та керує всіма її аспектами протягом війни, за допомогою мета бути на стороні переможця конфлікту. Ці аспекти включають національну політику, промисловість і дипломатичні відносини. Гравці також можуть йти альтернативними історичними шляхами, відомими як «Національні фокуси». Хоча Кайзеррайх не вносить суттєвих змін в основний геймплей, він змінює основне налаштування гри та додає новий вміст для його адаптації.

## Налаштування
Дія Кайзеррайху розгортається в альтернативній часовій шкалі, де до 1919 року Центральні держави виграли Першу світову війну, з датою початку мода в 1936 році. Перемога Центральних держав призводить до численних змін у політичному ландшафті реального світу, коли кожна країна та регіон зазнають впливу та змінюють історію. Мод поступово веде до початку вигаданої версії Другої світової війни, зміненої знаннями мода, а також діями гравця. Сюжет і результати гри зазвичай змінюються між проходженнями, часто мають незначні чи значні відмінності.
У модифікації провідною державою Європи є Німецька імперія. Вона керує низкою держав-клієнтів у східній частині континенту, великою африканською колонією під назвою «Міттелафрика» та численними колоніями в Південно-Східній Азії, всі вони об'єднані під єдиним союзом, відомим як «Райхспакт». Тим часом інша велика центральна держава, Австро-Угорщина, існує поза сферою впливу Німеччини та зазнає консолідації в одному уряді. Після поразки у Першій світовій війні революції повалили уряди Великої Британії, Франції та Північної Італії, які як свою ідеологію прийняли різні форми синдикалізму, утворивши альянс, відомий як Третій Інтернаціонал. Їхні колишні уряди перебувають у вигнанні, але продовжують підтримувати Антанту та прагнуть повернути свої батьківщини та колонії. Крім того, кілька країн переживають внутрішні заворушення після війни, коли Сполучені Штати, Іспанія та Аргентина врешті зазнали громадянських воєн, а в кількох колоніях і країнах-клієнтах почалися рухи за незалежність. Китай продовжує власні громадянські війни, розпочаті так само, як і в реальній історії, але зі змінною динамікою; старі сили Франції та Британії відступають, частково витіснені Німеччиною, протистоять відродженій Японії та помірковані дедалі більш роз'єднаними Сполученими Штатами.
На додаток до змін кордонів і дипломатії, Кайзеррайх містить альтернативи політичних ідеологій реального світу, показуючи користувацькі ідеології, які поєднують багато ідеалів кількох націй в одну, і не мають традиційної концепції ідеологій, таких як комунізм і фашизм. Прикладом цих нових ідеологій є «Тоталізм» (скорочення від «Тоталітарний соціалізм»), ідеологія, структурована як сталінізм, яка приваблює діячів, які інакше вважалися б фашистами, а також згадана вище заміна традиційного комунізму синдикалізмом, який починається в Західній Європі замість Східної Європи.

## Україна вКайзеррайху
У всесвіті Кайзеррайха Українська Держава Гетьмана Павла Скоропадського змогла зберегти та затвердити свою владу під опікою переможної Німецької імперії, подавивши повстанські анархістські війська Нестора Махна у 1919—1921 рр. під командуванням Костянтина Прісовського. Згодом була прийнята офіційна Конституція, яка багато в чому успадковувала Закони про тимчасовий державний устрій України. 
У липні 1924 р. в Українській Державі відбулися перші парламентські вибори. Центральну виборчу комісію, за указом Гетьмана, очолював Микола Василенко. За результатами голосування до Державного Сойму потрапили такі партії:
- Українська Демократична Хліборобська Партія (УДХП) — консервативна прогетьманська партія;
- Український Союз Хліборобів-Державників (УСХД) — послідовники класократичної теорії В'ячеслава Липинського, що відкололися від УДХП внаслідок ідеологічних суперечок напередодні виборів;
- Всеукраїнський Союз Земельних Власників (ВСЗВ, сюди також входять члени ПРОТОФІС) — підтримують Гетьмана через консервативний курс, зокрема збереження права власності та приватне підприємництво;
- Українська Радикальна Демократична Партія (УРДП) — колишня Українська партія соціалістів-федералістів, до якої приєдналися ліві російські кадети, Українська трудова партія та Українська народно-республіканська партія. Виступають в ролі опозиції до політики Гетьманату;
- Незалежні кандидати, представники національних меншин, регіональні представники, тощо.

Також на політику Української Держави великий вплив має Союз Гетьманців Державників (СГД), що завзятіше за всіх відстоює владу Гетьмана, при цьому є антипарламентарістським, але й антисоціалістичним об'єднанням.
УСДРП та УПСР офіційно заборонені Радою міністрів Української Держави, за вказівкою Скоропадського, після невиконання другої умови ультиматуму (виключення радикалів зі списків та лозунгів про націоналізацію землі з програми), через звинувачення партій у хаосі, безладі та катастрофах часів УНР. Зрештою, діячі цих партій емігрували у підавстрійський Львів, де, за фінансовою та політичною допомогою Василя Вишиваного, створили екзильний уряд з метою в лучний момент повалити Гетьманат та реставрувати республіканську соціалістичну владу по всій Україні. Разом із Українською радикальною партією та Українською соціал-демократичною партією, вони об'єдналися в «Український Соціалістичний Блок» на 15-ту річницю проголошення Української Народної Республіки.
Всередині самої гетьманської України, владі Скоропадського також протидіють боротьбісти під лідерством Олександра Шумського, які у розпал Британської революції синдикалістів вчинили ряд терористичних актів, найрезонанснішим з яких стало вбивство Отаман-Міністра Федіра Лизогуба у червні 1925 р. Новим Отаман-Міністром став Володимир Косинський, а по всій країні прокотилася хвиля урядових антиборотьбистських заходів, які втім рідко виявляли дійсно вагомих членів чи співчувальників партії.
Праву опозицію до Гетьманату з 1928 р. представляє Ліга Українських Націоналістів (ЛУН — аналог Організації Українських Націоналістів в дійсній історії), до якої входять Євген Онацький, Микола Сціборський, Дмитро Андрієвський, Юрій Липа, та багато інш. Свою ідеологію ЛУН грунтує на працях Дмитра Донцова, який хоч і залишається директором Української телеграфічної агенції, але водночас послідовно критикує Гетьманат Скоропадського на користь інтегрального націоналізму.
Багато відомих учасників Визвольних змагань залишилися живі, оскільки Україна продовжувала перебувати під протекторатом Німеччини, яка також через опосередковану військову інтервенцію допомогла військам білого руху розбити більшовиків у російській громадянській війні, завдяки чому ані антигетьманське повстання, ані друга радянсько-українська війна ніколи не мали місця. Симон Петлюра є одним із головних провідників соцблоку, що регулярно влаштовує нелегальні громадські мітинги в західних регіонах Української Держави із протигетьманською агітацією. Михайло Грушевський закінчив та опублікував 10-й том «Історії України-Руси» в 1933 році, проте вже через рік, через погіршення здоров'я, переніс професійну хірургічну операцію у Відні, після чого вже не приймає будь-якої участі в політиці (хоча його помилувано Скоропадським і він може без перешкод повернутися до Великої України в будь-який момент). Петро Болбочан та Володимир Оскілко вірно служать у лавах Збройних Сил Української Держави (ЗСУД), але незабаром їх зацікавить програма ЛУН (так само, як і УПСС в їх реальному житті).
Після виборів у 1932 р., Скоропадський призначив міністра міжнаціональних справ Дмитра Дорошенка новим Отаман-Міністром, як компромісну фігуру, що мав серед українського політикуму зв'язки як з гетьманськими міністрами, так і з колишніми соціалістами-федералістами з УРДП.
На початку 1936 р. Українська Держава є 3-ю за ВВП країною Райхспакту, після Німеччини та Королівства Фландрії-Валлонії. Завдяки величезній кількості врожайних земель, держава виробляє різноманітні види хлібної продукції, якими не тільки забезпечує власне населення, але й експортує до своїх військових та торговельних партнерів, за що отримала негласний статус «Житниці Міттелєвропи». Також великий прибуток державі приносить цукрова індустрія, одним з символів якої є млин Бродського. Країна проводить поступову технологічну модернізацію цивільної та військової промисловостей, вже виготовляє власні види зброї, легкої та важкої техніки. Має найширшу автономію серед країн-членів Райхспакту, українсько-німецькі відносини є одними з найтісніших у світі. Завдяки зусиллям з боку Гетьмана, серед українській нації стрімко виріс рівень письменності, державою підтримується розвиток української мови, культурного й духовного життя за активною участю культурно-просвітницьких товариств на кшталт «Просвіти» та «Громад». Жіночий рух в країні очолює Національна Рада Українських Жінок (НРУЗ), першою президенткою якого є Софія Русова. Кримська республіка входить до Української Держави як автономний край завдяки завершеним у кінці 1918 р. переговорам між урядами Лизогуба та Сулеймана Сулькевича (за німецькою підтримкою першого) щодо статусу півостріва.
Проте, не дивлячись на усі успіхи розбудови Української Держави протягом останніх майже 18 років, невтілений до кінця проект земельної реформи, повільна модернізація, внутрішні політичні суперечки та зростаючий тиск опозиційних течій стають дедалі більшими проблемами для Скоропадського та уряду Дорошенка.
Подальший розвиток Української Держави залежить від дій гравця.

## Випуск і поширення
Версія Кайзеррайх існувала для кількох ігор серії Hearts of Iron з 2011 року, починаючи з версій, створених для Hearts of Iron II і Darkest Hour. Версія для Hearts of Iron IV, розроблена командою KR4, була випущена 1 грудня 2016 року. З моменту його випуску розробники створили товар для мода та короткометражні фільми, які зображують частину історії мода.

## Відгуки
Кайзеррайх був позитивно сприйнятий критиками і багато хто вважав, що його історія перевершує сеттінг оригінальної гри. Тімоті Борсіллі з Wargamer писав, що Кайзеррайх — це «багатий, добре досліджений і створений з любов'ю світ», який зберіг реалізм і точність і був розроблений для «максимальної розважальної цінності». Він вважав, що базова гра була загалом передбачуваною, причому вибір гравця не мав серйозного впливу на кінцевий результат конфлікту через те, що він був заснований на Другій світовій війні, тоді як Кайзеррайх був модом, який «атакує» цю проблему.
Люк Планкетт з Kotaku поділився схожими думками, вважаючи, що в той час як Hearts of Iron IV мала обмежену варіативність результатів, Кайзеррайх був модом, який відкривав «нескінченну кількість моментів розсувних дверей кожного разу, коли ви рухалися», вважаючи, що кожен можливий вибір гравця був врахований з метою посилення занурення. Він заявив, що Кайзеррайх був одним з його улюблених модів для відеоігор, і що це було набагато більше, ніж те, що прийнято вважати модом. Джо Робінсон ' PCGamesN повторив подібні думки до Планкетта та Борсіллі, написавши, що мод був схожий на «добре написаний військовий фільм із ідеальним темпом, з гладкою обстановкою, зростаючою дугою напруги та вибуховим, кульмінаційним фіналом».